# گالابوداواتا
گالابوداواتا (به لاتین: Galabodawatta) یک منطقهٔ مسکونی در سری‌لانکا است که در استان مرکزی (سری‌لانکا) واقع شده‌است.